# Jakob Vang Glud
Jakob Vang Glud (født 1988) er en dansk skakspiller. Gluds Elo-rating er 2.528 pr. 1. juni 2014. Det placerer ham som den 5. højstratede aktive danske skakspiller.
Glud kvalificerede sig til at blive stormester i skak i 2014. Han har opnået de krævede stormesternormer til titlen i de 3 skakturneringer "XX Open Es Vermar", 2007 på Mallorca, Spanien, "Politiken Cup" i Helsingør, Danmark 2013 og "Sveins Minneturnering" i Oslo, Norge 2014.
Jakob Vang Glud spillede på det danske skaklandshold ved skakolympiaderne i 2008, 2010 og 2012 med en samlet score på 67,2 % i 29 partier. Han er også udtaget til det danske skaklandshold til Skakolympiaden 2014 i Tromsø, Norge 2014.